# Altiani
Altiani (AFI: /alˈtjani/, in corso /arˈtjani/) è un comune francese di 93 abitanti situato nel dipartimento dell'Alta Corsica nella regione della Corsica.

## Società

### Evoluzione demografica
Abitanti censiti